# Stazione di Woolwich Arsenal
La stazione di Woolwich Arsenal è una stazione ferroviaria localizzata a Woolwich, nel borgo reale di Greenwich.

Questa stazione è servita dai servizi della Docklands Light Railway, nonché dei servizi ferroviari suburbani regionali transitanti lungo la ferrovia Lewisham-Rochester.

## Storia
La stazione venne aperta al pubblico nel 1849, servendo la ferrovia Lewisham-Rochester da Londra a Gillingham. L'edificio fu ricostruito nel 1906 e modellato seguendo le strutture tipiche del sud-est londinese, le quali erano quasi interamente in mattone. Nel 1992-1993, la stazione assunse l'aspetto che conserva ancora oggi, caratterizzato da un design moderno in acciaio e vetro curato dall'Architecture and Design Group of British Rail sotto la guida di Nick Derbyshire.
La Woolwich Arsenal è stata ampliata nel 2009, e oggi costituisce il capolinea del tratto dell'Aeroporto di Londra-City, costruito dalla Transport for London e parte costituente della Docklands Light Railway. L'inaugurazione ufficiale ebbe luogo il 12 gennaio.
Nel 2014, venne avviata una petizione atta a ricollocare la stazione dalla Zone 4 alla Zone 3. Tuttavia il sindaco Boris Johnson escluse questa possibilità, affermando che un'azione del genere avrebbe causato perdite annuali superiori al milione di sterline.

### Incidenti
- Il 18 novembre 1948, un'unità multipla elettrica impattò la parte posteriore di un'altra unità, provocando la morte di due persone. Il treno in questione proveniva dalla Woolwich Dockyard e non aveva rispettato i segnali di arresto.[3]

## Strutture e impianti

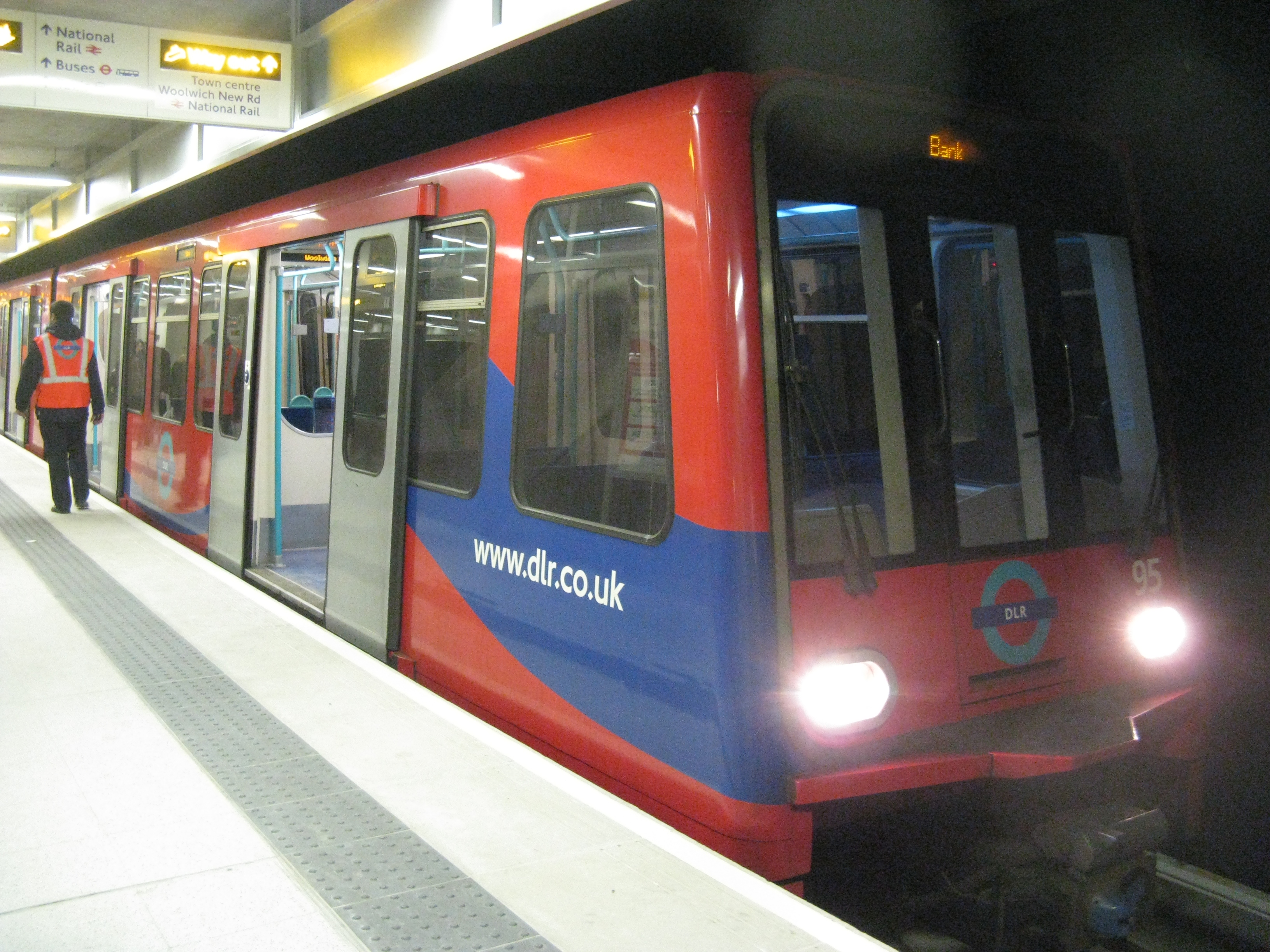
Un treno DLR in attesa di partire verso Bank

La stazione, la quale prende il nome dalla vicina fabbrica Woolwich Arsenal, si affaccia sulla General Gordon Square.
La stazione è suddivisa in due sezioni. La parte della servita dai servizi ferroviari consiste di due piattaforme di superficie; lungo la piattaforma in direzione Lewisham è presente un punto di ristoro.
Il settore della Docklands Light Railway è situato sottoterra, e consiste di due piattaforme sistemate con una banchina mediana. Dato che la stazione costituisce un capolinea, entrambe le piattaforme servono una linea diretta per Bank o per la Stratford International via London City Airport e Canning Town. I treni devono partire ad est a causa della curva al di sotto del Tamigi.
La stazione è compresa nella Travelcard Zone 4.

## Movimento
Woolwich Arsenal è un nodo ferroviario con servizi ferroviari suburbani e regionali operati da Southeastern e Thameslink (quest'ultimi nell'ambito della rete Thameslink).

È inoltre il capolinea dalle relazioni della Docklands Light Railway provenienti da Bank e da Stazione di Stratford International.

## Interscambi
La stazione consente l'interscambio (out-of-station interchange) con la stazione di Woolwich della Elizabeth Line. La distanza tra le due stazioni è di 200 metri.
Nelle vicinanze della stazione effettuano fermata numerose linee automobilistiche urbane, gestita da London Buses.
- Stazione ferroviaria (Woolwich, Elizabeth Line)
- Fermata autobus